# جائزة إيردوس
جائزة إيردوس (بالعبرية: פרס ארדש) (بالإنجليزية: Erdős Priz)‏ جائزة إسرائيلية يقدمها الاتحاد الرياضياتي الإسرائيلي ، تمنح للمتميزون في الرياضيات وعلم الحاسوب